# 파란 벤치
〈파란 벤치〉(青いベンチ 아오이 벤치[*])는 사스케의 1번째 싱글이다.
작사·작곡: 키타시미즈 유타 (사스케) / Song writhing supported: 니시와키 유이

## 개요
- 데뷔 싱글이다.
- 공식적으로 발표되고 있는 사스케의 인터뷰 기사에, 일부 작곡시의 에피소드가 기술되어 있다 (‘외부 링크’ 문단의 인터뷰 참조).
- 2011년에 쟈니즈 사무소 소속의 보컬 듀오, 테고마스에 의해 커버된다 (후술).

## 수록곡
1. 青いベンチ / 파란 벤치 (4:01)
2. 彼女 / 여자친구 (5:22)
3. キセキ / 기적 (4:00)

전곡 작사·작곡: 키타시미즈 유타 (사스케) / 편곡: 니시와키 유이

## 테고마스에 의한 커버 싱글
〈파란 벤치〉(青いベンチ 아오이벤치[*])는 테고마스의 5번째 싱글이다.

### 개요
전작 〈칠석제〉로부터, 대략 1년 7개월 만의 싱글이다.
통상반·초회 생산 한정반의 2형태 발매. 초회 생산 한정반은, PV+메이킹을 수록한 DVD가 더해진 사양.

### 수록곡

#### 초회 생산 한정반
1. 青いベンチ / 파란 벤치
작사·작곡: 키타시미즈 유타 (사스케) / 편곡: 이시즈카 토모키
《부탁해! 랭킹》 (TV 아사히 계열) 2월 엔딩 테마.
2. 青いベンチ（オリジナル・カラオケ）

 DVD 
1. Music Clip
2. Music Clip Making

#### 통상반
1. 青いベンチ / 파란 벤치
2. 青いベンチ (Acoustic Ver.)
작사·작곡: 키타시미즈 유타 (사스케) / 편곡: 와타나베 타츠야, 하야시베 나오키
3. 卒業アルバム / 졸업 앨범
작사: zopp / 작곡: Andreas Johansson / 편곡: 야마다 히데토시